# Coregonus maraenoides
Coregonus maraenoides és una espècie de peix d'aigua dolça de la família dels salmònids i de l'ordre dels salmoniformes.